# Kawamoto (Shimane)
Kawamoto (川本町 Kawamoto-chō?) es un pueblo localizado en la prefectura de Shimane, Japón. En junio de 2019 tenía una población estimada de 3.164 habitantes y una densidad de población de 29,7 personas por km². Su área total es de 106,43 km².

## Geografía

### Localidades circundantes
- Prefectura de Shimane
  - Ōda
  - Gōtsu
  - Misato
  - Ōnan

## Demografía
Según los datos del censo japonés, esta es la población de Kawamoto en los últimos años.
| Año del censo | Población |
| ------------- | --------- |
| 1995          | 5.099     |
| 2000          | 4.784     |
| 2005          | 4.324     |
| 2010          | 3.900     |
| 2015          | 3.442     |